# Pazo de San Roque
El pazo de San Roque es una casa señorial de finales de siglo XVII que se encuentra en San Roque, en Vigo. El edificio es propiedad de Abanca, aunque la finca de la antigua mansión es hoy en día un parque municipal abierto al público, el parque de San Roque. Cada 16 de agosto se celebra, desde el siglo XVIII, en la finca y en la capilla de San Roque las fiestas de San Roque, de gran devoción en Vigo.

## Historia
La historia del pazo y de la capilla de San Roque esta poco documentada. Sabemos que la capilla se levantó alrededor de 1600 después de que la peste golpease con fuerza la población de Vigo en 1598 con más de dos mil víctimas y la gente atribuyese la curación a San Roque.
El pazo se construye en 1688, y en el habitó en sus comienzos la familia Méndez de Sotomayor. Uno de los últimos inquilinos fue Francisco Javier Quiroga, comandante de Marina de Vigo. Después de años de abandono, en el año 1925 la casa es comprada por la antigua Caja de Ahorros Municipal de Vigo, actualmente Abanca, por lo que es de propiedad privada, la finca de la propiedad está abierta al público todo el año, así como en las Fiestas de San Roque, cada 16 de agosto. En el año 1935 el Ayuntamiento de Vigo convierte la finca en un jardín municipal. En el año 2003, de aquellas, Caixanova rehabilita todo el edificio para acoger eventos.

## Estilo

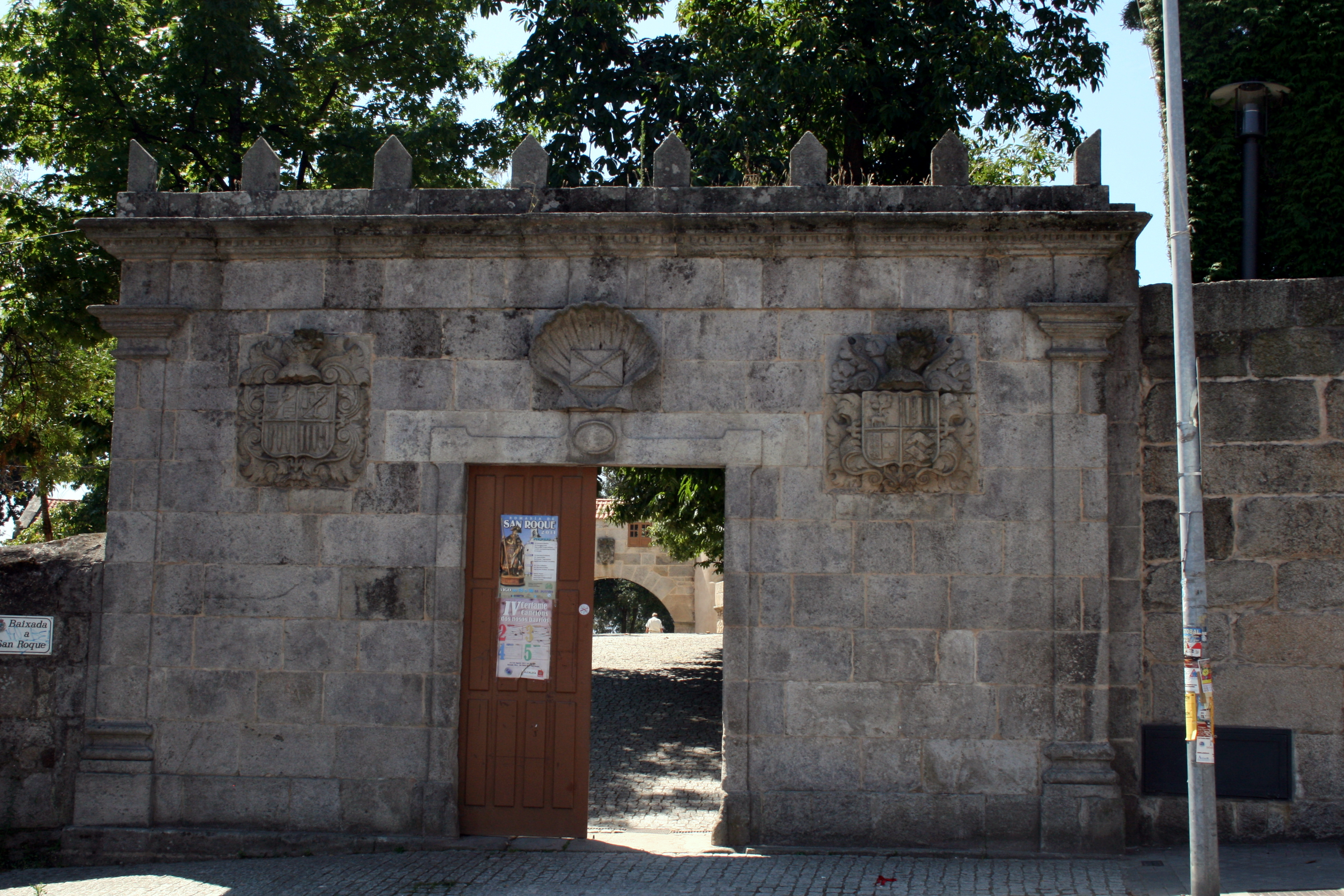
Entrada principal a los terrenos del pazo.

Típico pazo gallego de finales del siglo XVII, de fábrica de cantería de granito gallego con una superficie total de 640 m², que cuenta con dos plantas, planta baja y semisótano.
A la finca se accede gracias a un portalón de piedra con un amplio panel, con un hueco con dinteles decorado con blasones. El estilo arquitectónico del pazo es el de un edificio almenado con muros encalados. Cerca del pazo se encuentra la capilla de San Roque, amplia, con blasones y espadanas, que se comunica con una singular puente en arco a ana construcción circular. También es destacable su palomar.

## Jardines
Aunque es un pazo de propiedad privada, la finca es un parque público, Parque de San Roque. Tiene una superficie de 17 000 m² y acoge además del pazo, la capilla de San Roque, el palomar y además cuenta con una gran variedad de árboles, especialmente eucaliptos y robles centenarios. Ademáis se encuentran otras especies como castaños, camelias, abedules, magnolias, abetos o acacias. Existe además un palco de música de reciente construcción, y que en su parte inferior acoge las oficinas de la Hermandad de Devotos de San Roque.

## Afundación
Desde que Afundación adquirió el edificio hizo una serie de reformas para habilitarlo para sala de reuniones, conferencias, convenciones, almuerzos, cenas etc. con los más modernos medios tecnológicos. En el semisótano se encuentra el vestíbulo, aseos, almacén, cocina y un salón-comedor, en planta baja existe otro vestíbulo, el área de recepción, aseos, guardarropa, gabinete, la sala de juntas y dos salas de conferencias.